# 후쿠오카현 제4구
후쿠오카현 제4구(福岡県 第4区)는 일본의 중의원 선거구이다. 1994년 공직선거법으로 신설되었다.
현재 중의원은 자유민주당 소속 미야우치 히데키이다.

## 지역
- 무나카타시
- 고가시
- 후쿠쓰시
- 가스야군